# Судові справи інциденту в Керченській протоці
«Україна проти Росії» щодо інциденту в Керченській протоці — міжнародно-правові наслідки інциденту в Керченській протоці 25 листопада 2018 року. Міждержавні судові справи розглядаються в Постійній палаті третейського суду щодо затримання українських військово-морських кораблів та членів їхніх екіпажів і в Європейському суді з прав людини щодо інциденту в Керченській протоці.
27 червня 2022 року Арбітражний трибунал Постійної палати третейського суду (ППТС) у Гаазі виніс проміжне рішення, в якому визнав свою юрисдикцію у справі: спір щодо затримання українських військово-морських суден та їхніх екіпажів (Україна проти Російської Федерації). У ході розгляду трибунал керується положеннями  Конвенції ООН з морського права (ЮНКЛОС) та аналізує, чи порушила РФ зобов'язання, які вона взяла на себе добровільно.
У Європейському суді з прав людини (ЄСПЛ) у Страсбурзі справа розглядається на відповідність на дотримання РФ  Конвенції про захист прав людини і основоположних свобод (ЄКПЛ).

## Справа в Постійній палаті третейського суду
Спори між Україною та Російською Федерацією щодо тлумачення та застосування Конвенції ООН з морського права (ЮНКЛОС) 1982 року можуть розглядатися загальним арбітражем відповідно до Додатка VII Конвенції, оскільки обидві держави її ратифікували.

### Суть
Повна офіційна назва позову англійською: англ. Dispute Concerning the Detention of Ukrainian Naval Vessels and Servicemen (Ukraine v. the Russian Federation)
Визначення характеру дій Російської Федерації
Трибунал розглянув питання, чи затримання українських суден та військовослужбовців становило «військову діяльність» чи «правоохоронну операцію». Від цього залежить юрисдикція трибуналу.

Україна стверджувала, що інцидент мав правоохоронний характер.

Російська Федерація наполягала на військовому характері дій.

Трибунал постановив, що для остаточного вирішення цього питання потрібен додатковий розгляд на стадії розгляду по суті.
Стверджуване порушення РФ міжнародного права
Україна звинуватила Російську Федерацію у:
- Незаконному затриманні військових кораблів та екіпажу.
- Недотриманні наказу Міжнародного трибуналу ООН з морського права (МТМП) щодо їхнього звільнення.
- Порушенні імунітету військових кораблів відповідно до Конвенції ООН з морського права.

Розгляд цих питань приєднано до стадії розгляду по суті.

### Позиції сторін
Україна у своєму позові наполягає, що справа стосується моменту захоплення кораблів і подальшого їх утримання. Вона також аргументує, що катер «Бердянськ» і буксир «Яни Капу» були затримані за межами 12-мильної зони, а катер «Нікополь» – на відстані 19 миль від берега. Крім того, Україна стверджує, що кримінальне переслідування в Російській Федерації членів екіпажу суперечить міжнародному праву, оскільки вони є військовослужбовцями, а їхні судна — військовими кораблями, які користуються імунітетом.
Російська Федерація, своєю чергою, заперечує юрисдикцію Арбітражного трибуналу ППТС. Вона стверджує, що транзитний прохід українських військових кораблів був «військовою діяльністю», яка не врегульована ЮНКЛОС, а також що інцидент у Керченській протоці є «питанням суверенітету» і, відповідно, не підпадає під юрисдикцію трибуналу. Слідче управління ФСБ РФ призупинило розслідування зі звинуваченням «порушення кордону» у справі українських моряків у січні 2020 року.

### Хід справи
31 березня 2019 року Україна повідомила РФ про спір у Арбітражному трибуналі Постійної палати третейського суду (ППТС) і подало позовну заяву до Арбітражу ППТС у Гаазі.
16 квітня 2019 року МЗС України подало клопотання про запобіжні заходи до Міжнародного трибуналу ООН з морського права (МТМП) у Гамбурзі за Конвенцією ООН з морського права щодо порушення імунітету трьох українських військово-морських суден та 24 членів їхніх екіпажів.
10 травня 2019 року в МТМП у Гамбурзі розпочалися публічні слухання щодо незаконного захоплення трьох українських військово-морських суден та 24 моряків у справі № 26 — «Справа про затримання трьох кораблів ВМС України (Україна проти Російської Федерації), тимчасові заходи» (англ. Case concerning the detention of three Ukrainian naval vessels (Ukraine v. Russian Federation), Provisional Measures).
25 травня 2019 року Міжнародний трибунал ООН з морського права оголосив рішення про застосування тимчасових запобіжних заходів: РФ має негайно повернути катери та звільнити всіх членів екіпажів, сторони повинні надати попередній звіт про виконання заходів щонайпізніше 25 червня 2019 року. Рішення підтримали всі судді, крім представника РФ Колодкіна Р. А. Проте в рішенні не вказувалася заборона на подальше кримінальне переслідування українських моряків російською стороною, як того вимагала українська сторона. Невиконання наказу Морського трибуналу несе репутаційні ризики для Російської Федерації.
25 червня 2019 року МЗС РФ направило ноту Україні та Міжнародному трибуналу ООН (МТМП), в якій умовою повернення Україні моряків назвало продовження кримінального переслідування моряків за російським законодавством, але вже на території України. МЗС України направило ноту у відповідь: ця пропозиція — неприйнятна, загострює спір між Україною та РФ, та є прикладом невиконання Росією рішення Міжнародного трибуналу ООН.
7 вересня 2019 року РФ звільнила 24 полонених моряка.
18 листопада 2019 року РФ передала Україні катери «Бердянськ», «Нікополь» та буксир «Яни Капу» в акваторії Чорного моря. 20 листопада 2019 року вони прибули в український порт Очаків.
Справу по суті розглядає інший судовий орган — Арбітражний трибунал ППТС у Гаазі, сформований відповідно до додатку VII Конвенції ООН з морського права (ЮНКЛОС), який має юрисдикцію щодо всіх правових спорів між Україною та Росією за ЮНКЛОС. У спеціально сформованому Арбітражі з п'яти осіб є судді з Ісландії, Німеччини, РФ та Великої Британії, голова суду — канадський професор Дональд МакРей; у 2023 році суддю Голіцина Владіміра замінив юрист Вилєгжанін Алєксандр.
21 листопада 2019 року в Гаазі почалися перші процесуальні слухання Арбітражного трибуналу. Рішенням Арбітражу справа має назву «Спір щодо затримання українських військово-морських кораблів та членів їхніх екіпажів  (Україна проти РФ)» (англ. Dispute Concerning the Detention of Ukrainian Naval Vessels and Servicemen (Ukraine v. the Russian Federation)). Суд виніс свій перший процедурний наказ: затверджено регламент та графік роботи Арбітражу. Арбітраж також визначив, що письмові позиції сторін будуть оприлюднені в момент початку слухань. Промови представників сторін будуть відкритими. Рішення щодо доступу громадськості до решти слухань будуть прийняті Арбітражем додатково напередодні слухань.
22 травня 2020 року  МЗС України подало на розгляд Арбітражного суду свій Меморандум у справі, який містить викладення фактів, обґрунтування юридичної позиції, доказ і свідчення; повідомило деталі позову РФ.
22 серпня 2020 року РФ подала заперечення щодо юрисдикції Арбітражного трибуналу.
12 листопада 2020 року Арбітраж виніс рішення: розділити провадження на дві стадії — юрисдикційну та по суті — на попередньому етапі Арбітраж розгляне заперечення щодо юрисдикції, подане РФ 22 серпня 2020 року.
8 жовтня 2021 року головою делегації та представником України призначена Оксана Золотарьова (директор Департаменту міжнародного права МЗС України).
11—15 жовтня 2021 року відбулися  слухання з питання юрисдикції в Арбітражному трибуналі ППТС у Гаазі.
27 червня 2022 року Арбітраж визнав свою юрисдикцію з урахуванням обмежень, які виклав, переходить до розгляду справи по суті, також зобов'язав РФ подати контрмеморандум упродовж шести місяців.
На 3 лютого 2025 року Арбітраж є в процесі призначення заміщуючих арбітрів.

#### Процедурні питання
Оскарження юрисдикції
РФ подала попередні заперечення проти юрисдикції трибуналу, зокрема:
Справа стосується «військових дій», що виключає юрисдикцію трибуналу;
ЮНКЛОС не гарантує імунітету військових кораблів у територіальних водах;
відсутність юрисдикції щодо невиконання наказу МТМП від 25 травня 2019 року;
Україна не дотрималася зобов'язання проводити консультації перед арбітражем.
Виключення арбітрів
РФ оскаржила незалежність двох арбітрів. 6 березня 2024 року трибунал задовольнив це оскарження.

## Справа в Європейському суді з прав людини
У Європейський суд з прав людини (ЄСПЛ) у Страсбурзі уряд України подав позовну заяву 28 листопада 2018 року (додаткову 7 січня 2019) та вимагає визнання Судом факту порушення Російською Федерацією прав 24-х українських моряків в ході незаконного нападу на українські кораблі, поранення та захоплення моряків в Керченській протоці 25 листопада 2018 року, їхнього незаконного утримання в установах пенітенціарної системи Російської Федерації та притягнення до кримінальної відповідальності. Уряд України вважає що при цьому були порушені статті 2, 3, 5, 6 та 38 Конвенції про захист прав людини.

### Запобіжні заходи
4 грудня 2018 року ЄСПЛ вказав уряду РФ як запобіжний захід, що він повинен забезпечити надання належної медичної допомоги полоненим українським військовослужбовцям, які цього потребують, включаючи, зокрема, тих, хто був поранений під час інциденту в Керченській протоці 25 листопада 2018 року. Заходи застосовуються лише у випадках, коли існує безпосередній ризик непоправної шкоди та приймаються у зв'язку з провадженням у Суді.

### Статус справи
3 жовтня 2023 року відповідачеві повідомлено про факт розгляду справи.
ЄСПЛ має юрисдикцію розглядати заяви, спрямовані проти РФ щодо порушень ЄКПЛ, які здійснені до 16 вересня 2022 року, оскільки вони охоплюють період, коли РФ була договірною стороною ЄКПЛ. Вироки ЄСПЛ не мають строку давності.